# Championnats du monde de pétanque 2011
Navigation
Édition précédente Édition suivante
Les championnats du monde de pétanque 2011 est une édition des championnats du monde de pétanque. 

## Présentation
Cette compétition constitue la 13e édition des triplettes séniors féminines, la 6e édition du tir de précision sénior féminine, la 13e édition des triplettes juniors et la 6e édition du tir de précision junior. Elle se déroule à Kemer (Turquie), du 17 au 23 octobre 2011.

## Résultats[1],[2]

### Triplette sénior féminine

#### Phase finale[3]
| Nation      | Score | Nation   |
| ----------- | ----- | -------- |
| Thaïlande 2 | 13-1  | Estonie  |
| Madagascar  | 13-0  | Canada   |
| France      | 13-3  | Turquie  |
| Tchéquie    | 13-10 | Belgique |
| Thaïlande   | 13-0  | Israël   |
| Tunisie     | 13-5  | Chine    |
| Pologne     | 13-5  | Pays-Bas |
| Espagne     | 13-2  | Hongrie  |

| Nation      | Score | Nation     |
| ----------- | ----- | ---------- |
| Thaïlande 2 | 13-9  | Madagascar |
| France      | 13-11 | Tchéquie   |
| Tunisie     | 13-1  | Thaïlande  |
| Espagne     | 13-2  | Pologne    |

| Nation      | Score | Nation  |
| ----------- | ----- | ------- |
| Thaïlande 2 | 13-11 | France  |
| Tunisie     | 13-2  | Espagne |

| Nation  | Score | Nation      |
| ------- | ----- | ----------- |
| Tunisie | 13-8  | Thaïlande 2 |

### Tir de précision sénior féminine[4]

#### Phase finale
| Nation                        | Score | Nation                       |
| ----------------------------- | ----- | ---------------------------- |
| Angélique Colombet            | 22-21 | Blom Pays-Bas                |
| Hanta Francine Randriambahiny | 33-25 | Yolanda Matarranz Espagne    |
| Maryse Bergeron               | 26-17 | Bouhnik Algérie              |
| Sarah Huntley                 | 32-31 | Thongsri Thamakord Thaïlande |

| Nation                        | Score | Nation                    |
| ----------------------------- | ----- | ------------------------- |
| Hanta Francine Randriambahiny | 30-16 | Angélique Colombet France |
| Maryse Bergeron               | 16-15 | Sarah Huntley Angleterre  |

| Nation                        | Score | Nation                 |
| ----------------------------- | ----- | ---------------------- |
| Hanta Francine Randriambahiny | 33-24 | Maryse Bergeron Canada |

### Triplette junior[5]

#### Phase finale
| Nation    | Score | Nation     |
| --------- | ----- | ---------- |
| Espagne   | 13-7  | Maroc      |
| Tunisie   | 13-5  | Danemark   |
| Allemagne | 13-10 | Mauritanie |
| Algérie   | 13-9  | Hongrie    |
| France    | 13-3  | Slovaquie  |
| Italie    | 13-4  | Madagascar |
| Belgique  | 13-1  | Suède      |
| Thaïlande | 13-3  | Turquie    |

| Nation    | Score | Nation   |
| --------- | ----- | -------- |
| Tunisie   | 13-12 | Espagne  |
| Allemagne | 13-10 | Algérie  |
| France    | 13-5  | Italie   |
| Thaïlande | 13-2  | Belgique |

| Nation    | Score | Nation  |
| --------- | ----- | ------- |
| Allemagne | 13-12 | Tunisie |
| Thaïlande | 13-10 | France  |

| Nation    | Score | Nation    |
| --------- | ----- | --------- |
| Thaïlande | 13-0  | Allemagne |

### Tir de précision junior[6]

#### Phase finale
| Nation           | Score | Nation                      |
| ---------------- | ----- | --------------------------- |
| Logan Baton      | 46-26 | Christopher Peel Angleterre |
| Cheng Zhi Ming   | 37-25 | Aengtuen Nares Thaïlande    |
| Manuel Strokosch | 29-16 | Semi Var Tunisie            |
| Diego Rizzi      | 47-19 | Pawel Pieprzyk Pologne      |

| Nation      | Score | Nation                     |
| ----------- | ----- | -------------------------- |
| Logan Baton | 29-27 | Cheng Zhi Ming Singapour   |
| Diego Rizzi | ?-?   | Manuel Strokosch Allemagne |

| Nation      | Score | Nation               |
| ----------- | ----- | -------------------- |
| Diego Rizzi | 60-32 | Logan Baton Belgique |

## Podiums
| Épreuve                          | Or                                                                         | Argent                                                                           | Bronze                                                                              |
| -------------------------------- | -------------------------------------------------------------------------- | -------------------------------------------------------------------------------- | ----------------------------------------------------------------------------------- |
| Triplette sénior féminine        | Mouna Beji - Monia Sahal - Nadia Ben Abdessalem - Saoussen Belaid          | Thongsri Thamakord - Phantipha Wongchuvej - Suphannee Wongsut - Sasithon Jaichun | Ludivine d'Isidoro - Anna Maillard - Angélique Colombet - Marie-Christine Virebayre |
| Triplette sénior féminine        | Mouna Beji - Monia Sahal - Nadia Ben Abdessalem - Saoussen Belaid          | Thongsri Thamakord - Phantipha Wongchuvej - Suphannee Wongsut - Sasithon Jaichun | Lizon Ines - Yolanda Matarranz - Silvia Garces - Inès Rosario                       |
| Tir de précision sénior féminine | Hanta Francine Randriambahiny                                              | Maryse Bergeron                                                                  | Angélique Colombet                                                                  |
| Tir de précision sénior féminine | Hanta Francine Randriambahiny                                              | Maryse Bergeron                                                                  | Sarah Huntley                                                                       |
| Triplette junior                 | Naret Aiangetuen - Sutima Taleepuech - Kiatkong Tanong - Tanyawadee Tiplay | Striegel - Anania - Manuel Strokosch - Leibelt                                   | Julien Renault - Pierrick Caillot - Maxime Drouillet - Logan Amourette              |
| Triplette junior                 | Naret Aiangetuen - Sutima Taleepuech - Kiatkong Tanong - Tanyawadee Tiplay | Striegel - Anania - Manuel Strokosch - Leibelt                                   | Oussama Mohseni - Jamil Ben Khalil - Mohamed Amine Chaabane - Hichem Bourguiba      |
| Tir de précision junior          | Diego Rizzi                                                                | Logan Baton                                                                      | Manuel Strokosch                                                                    |
| Tir de précision junior          | Diego Rizzi                                                                | Logan Baton                                                                      | Cheng Zhi Ming                                                                      |

- En Italique : Féminine en catégorie junior

## Tableau des médailles
| Rang  | Nation     | Or | Argent | Bronze | Total |
| ----- | ---------- | -- | ------ | ------ | ----- |
| 1     | Thaïlande  | 1  | 1      | 0      | 2     |
| 2     | Tunisie    | 1  | 0      | 1      | 2     |
| 3     | Madagascar | 1  | 0      | 0      | 1     |
| 3     | Italie     | 1  | 0      | 0      | 1     |
| 5     | Allemagne  | 0  | 1      | 1      | 2     |
| 6     | Canada     | 0  | 1      | 0      | 1     |
| 7     | Belgique   | 0  | 1      | 0      | 1     |
| 8     | France     | 0  | 0      | 3      | 3     |
| 9     | Espagne    | 0  | 0      | 1      | 1     |
| 9     | Angleterre | 0  | 0      | 1      | 1     |
| 9     | Singapour  | 0  | 0      | 1      | 1     |
| Total | Total      | 4  | 4      | 8      | 16    |